# Ligue nationale de ringuette
La Ligue nationale de ringuette (également désignée par le sigle LNR) est une ligue d'élite de ringuette au Canada. Elle regroupe les meilleures joueuses âgées au minimum de dix-neuf ans du pays. La LNR est composée de dix-neuf équipes réparties en deux conférences - une conférence de l'Ouest regroupant quatre équipes et une conférence de l'Est avec douze équipes. La LNR relève directement de Ringuette Canada, l’organisme directeur pour la ringuette au Canada. La Ligue a comme objectifs de promouvoir la ringuette au niveau national, de mieux faire connaître ce sport et d'offrir une compétition d'élite aux athlètes féminines de haut-niveau dans ce sport.
La grande majorité des joueuses viennent du Canada même si quelques joueuses sont issues des États-Unis ou de la Finlande.

## Fonctionnement

### Règlement général
Les règles de la LNR suivent majoritairement, à quelques détails près, celles de la Fédération internationale de ringuette. La saison régulière de la LNR commence en octobre et prend fin en mars. Au total, trente-et-un matchs sont disputés par chacune des équipes pendant la saison régulière. Chacune des équipes n'affronte que des équipes de sa conférence. Cette structure permet de réduire les coûts de transport étant donné la grandeur du territoire canadien couvert par la ligue. Les matchs ont lieu sur des patinoires intérieures alors qu'il n'existe pas de matchs en extérieur et que des billets sont nécessaires pour assister aux matchs. À la fin de la saison régulière, il y a une pause d'une semaine où les différentes distinctions individuelles sont décernées, puis un tournoi éliminatoire se tient dans une ville du Canada : les dix meilleures équipes au classement général de la ligue, participent à ce tournoi qui couronne l'équipe championne de la ligue. 
Fait caractéristique du sport nord-américain la LNR est une ligue fermée et ainsi, il n'existe pas de relégation vers des ligues inférieures. Les équipes de la LNR sont des franchises de cette ligue. C'est une ligue avec des repêchages annuels durant l'entre-saison, qui sont la principale porte d'entrée des nouvelles joueuses dans la ligue. Les repêchages de la LNR ont la particularité d'être régionaux ; il existe ainsi, en 2011, un repêchage pour la région d'Ottawa et Gatineau, un autre pour le Manitoba, un pour le sud de l'Ontario ou encore un pour la région de Montréal. De plus, les équipes peuvent s'échanger des joueuses et des choix au repêchage selon un calendrier établi par la ligue.
Le budget d'opération d'une équipe de la LNR oscille entre 15 000 $ et 20 000 $. Les équipes et la ligue contribuent à couvrir toutes les dépenses de transport, d'hébergement et de location des arénas. Les joueuses doivent cependant trouver leurs propres commanditaires afin payer leurs équipements et leurs dépenses personnelles et ne sont pas payées pour jouer. Il est possible de croire qu'une plus grande médiatisation de ce sport engendrait un meilleur budget afin de payer un salaire aux athlètes.
La LNR bénéficie d'une couverture télévisée grâce à un partenariat avec une chaîne web, SSN-Canada. Quelques matchs de Championnat sont télévisés sur la chaine Rogers TV.

### Les joueuses de la LNR
Les joueuses de 3e année U19 ainsi que les joueuses d'âge 18 ans et plus sont admissibles dans la ligue. Les joueuses plus jeunes ne sont pas admissibles sauf s'il existe une équipe de la LNR dans leur région mais qu'il n'y a pas de clubs U19 AA affiliés à cette équipe LNR. Les joueuses plus jeunes peuvent signer un contrat de réserviste avec une équipe de la LNR. Les joueuses ayant une autre nationalité (que canadienne ) doivent obligatoirement avoir développé un haut-niveau de ringuette dans leur pays d'origine. Le niveau de jeu de la ligue est professionnel même si les joueuses ne sont pas rémunérées financièrement.
Les nouvelles joueuses doivent s'inscrire aux repêchages de la ligue. Les repêchages ont lieu au cours de l'été. Après les repêchages de l'été, les équipes se regroupent pour les camps d'entraînement durant le mois de septembre. Ces camps permettent aux entraîneurs d'évaluer leurs joueuses, de préparer la saison régulière et de superviser les nouvelles joueuses (en particulier les recrues) afin de recenser leurs forces et faiblesses. Quelques matchs de pré-saison ont lieu, afin de mettre en place les systèmes de jeu. Cela permet également de déterminer les joueuses qui deviendront titulaires de postes afin de constituer l'effectif régulier pour la saison.
À un autre niveau, la LNR entretient une collaboration étroite avec les ligues inférieures en ce qui concerne le développement des jeunes joueuses : Ainsi plusieurs équipes de la Ligue nationale de ringuette ont des équipes de développement U19 affiliées . Les Championnats canadiens de ringuette U16 et U19 (habituellement en avril de chaque année) se déroulent au même endroit que le tournoi éliminatoire de la LNR. Ce qui permet aux dépisteurs des équipes LNR d'identifier les jeunes joueuses talentueuses.

## Histoire de la compétition
La Ligue est fondée en 2004. La création de la LNR est dans la foulée du succès des championnats mondiaux de ringuette tenue en 2002 à Edmonton où le Canada a remporté la médaille d'or.
La première saison est lancée en novembre 2004 avec 17 équipes réparties dans trois conférences (Ouest - 8 équipes, Ontario - 4 équipes, et Québec 5 équipes). Il n'y a pas de match de championnat lors de la première édition
En 2005-06, la Ligue nationale de ringuette en est à sa deuxième saison avec 19 équipes (deux nouvelles équipes ont rejoint la ligue). Ces équipes sont réparties maintenant dans quatre conférences: Ouest - cinq équipes, Centre - cinq équipes, Ontario - cinq équipes et Québec - quatre équipes. Les équipes dominantes sont alors les Turbos de Cambridge dans la Division Ontario, Montréal Mission dans la Division Québec, dans la Division de l'Ouest le WAM! d'Edmonton et les champions de la Division Centrale, les APFG Sixers. Fait nouveau : À la fin de la saison régulière, il y a des séries éliminatoires de fin de saison : les huit équipes qui se qualifient au classement général, participent aux séries éliminatoires de la LNR qui couronnent l'équipe championne de la ligue. Le match de Championnat de la LNR a lieu au Centre Étienne-Desmarteau à Montréal, le 1er avril 2006 et la victoire revient au Turbos de Cambridge. 

L'audience aux matchs pour certaines franchises est limité : durant l'inter-saison 3 équipes ferment faute de moyens financiers adéquats.
À sa troisième saison, la ligue se compose de 16 équipes réparties dans trois conférences : Ouest - sept équipes, Ontario - cinq équipes, Ontario - cinq équipes et Québec - quatre équipes. Le match de la finale du Championnat a lieu à Halifax, le 10 avril 2007 et le WAM! d'Edmonton remporte le titre de championne de la Ligue.

2007-08 : la Ligue nationale de ringuette en est à sa quatrième saison. Elle se compose de 17 équipes réparties dans deux conférences, une de l'Ouest comprenant sept équipes, et une de l'Est comprenant dix équipes, et les Turbos de Cambridge, remportent le titre de champions de la Ligue en battant 2-1 Montréal Mission (le but gagnant marqué en prolongation),.

2008-09 : La Ligue nationale de ringuette en est à sa cinquième saison. Elle comporte 18 équipes, regroupées en une conférence de l'Ouest de six équipes et une conférence de l'Est de douze équipes. Le match de Championnat de la LNR a lieu à Charlottetown, et les Turbos de Cambridge remportent de nouveau le titre de champions de la Ligue,. Quelque temps plus tard, a lieu le premier Championnat du monde des clubs de ringuette à Sault-Sainte-Marie, les quatre meilleures équipes de la Ligue nationale de ringuette s'y retrouvent pour affronter les deux meilleurs clubs de la Ligue d'Élite professionnelle de Finlande la Ringeten SM-sarja. Les Turbos de Cambridge gagnent le titre mondial après avoir vaincu en finale l'équipe finlandaise du LuKi-82 Luvia ,. 
Fait nouveau, un tournoi de Championnat de la LNR est créé et permet aux équipes de la saison de s'affronter. Les équipes ne représentent plus les provinces. Ce championnat a lieu dans une seule ville. Ceci permet de créer un événement médiatique et de retenir l'attention. 
2009-10, la Ligue nationale de ringuette en est à sa sixième saison avec 18 équipes regroupées en une conférence de l'Ouest de six équipes et une conférence de l'Est de douze équipes. La compétition demeure très intense et c'est le retour de la suprématie de l'ouest: Le Wam! d'Edmonton redevient le champion de la ligue après une éclipse de deux ans aux dépens des Turbos de Cambridge.
En 2010-11, le tournoi a lieu à Cambridge, en Ontario, du 27 mars au 2 avril 2011, et réunit les dix meilleures équipes au classement de la saison régulière. En match de finale, le WAM! d'Edmonton triomphe de sa grande rivale les Turbos de Cambridge,,.
En 2011-2012 à Burnaby BC, l'équipe locale LMRL Thunder (renommée en 2013 BC Thunder) remporte le championnat et devient la première équipe autre que le WAM! d'Edmonton et le Turbos de Cambridge à détenir le titre.

### Les logos

Logo anglophone
Logo francophone

## Équipes nouvellement admises
La LNR connait une nouvelle expansion en 2011, avec la création de 2 nouvelles équipes : L’Atlantic Attack (de Moncton au Nouveau-Brunswick), le Lower Mainland Ringette League (LMRL) Thunder de la Colombie-Britannique.

## Équipes
En 2011-12, la ligue présente 19 équipes réparties en 2 associations :

## Palmarès du Championnat LNR
- 2011-12 : LMRL Thunder
- 2010-11 : WAM! d'Edmonton
- 2009-10 : WAM! d'Edmonton
- 2008-09 : Turbos de Cambridge
- 2007-08 : Turbos de Cambridge
- 2006-07 : WAM! d'Edmonton
- 2005-06 : Turbos de Cambridge
- 2004-05 : pas de match de championnat

Les séries de championnat débutèrent en 2008

## Honneurs et prix individuels
À la fin de saison, en fin mars, la Ligue annonce ses prix annuels pendant la semaine de relâche pré-tournoi éliminatoire. Les prix annuels LNR récompense les athlètes ayant obtenu d'excellentes performances au cours de la saison régulière. On décerne les prix de la joueuse la plus utile à son équipe, de meilleure centre ou avant-attaquante, de meilleure défenseure, de meilleure gardienne de but, de la recrue de l'année, de l'entraîneur de l'année et on remet le trophée de meilleure pointeuse (marqueuse) de buts. Chacune des 2 conférence présente une athlète et un entraîneur comme finaliste dans chaque catégorie, et les lauréats nationaux sont choisis parmi ces finalistes.

## Championnats mondiaux des clubs
Le premier Championnat mondial des clubs de ringuette rassemble en novembre 2008 les six meilleurs clubs du monde ,. Le tournoi international a lieu à Sault Ste-Marie, au Canada. Quatre équipes de la Ligue nationale de ringuette y participent: Turbos de Cambridge, Montréal Mission, RATH de Calgary, Lightning de Richmond Hill. 
Le Tournoi mondial est remporté par les Turbos de Cambridge ,,. 
Classement : 
- 1er : Turbos de Cambridge[35], 5 victoires - aucune défaite.
- 2e : LuKi-82 Luvia[36], 3 victoires - 2 défaites
- 3e : RATH de Calgary[37], 2 victoires - 2 défaites
- 4e : EKS-Espoo[38], 1 victoire - 3 défaites
- 5e : Montréal Mission[39], 1 victoire - 3 défaites
- 6e : Lightning de Richmond Hill[40], 1 victoire - 3 défaites

Les prochains championnats mondiaux des clubs se tiendront à Turku, en Finlande, du 27 décembre 2011 au 1er janvier 2012. La Ligue nationale de ringuette y sera représenté par deux équipes, à savoir le champion du monde en titre des clubs, les Turbos de Cambridge, et par le Lightning de Richmond Hill.